# 江西中车长客轨道车辆有限公司
江西中车长客轨道车辆有限公司（简称“江西中车长客公司”）是中车长春轨道客车股份有限公司和南昌轨道交通集团有限公司以及江西省铁路投资集团公司合资的一家负责为城轨车辆、现代有轨电车、城际车辆组装、调试、维修及日常保养等服务的公司。

## 历史
2013年7月3日中国北车（现中车长客）股份有限公司签订重大合同公告，确认和南昌轨道交通集团有限公司签订了地铁车辆合同。
2013年9月6日中国北车集团公司与南昌市政府签署战略合作框架协议
2013年10月29日中国北车股份有限公司公布成立南昌北车轨道装备有限公司，简称“南昌北车公司”。
2014年4月1日中国北车江西轨道交通产业基地开工
2014年12月江西省政府批准了南昌轨道交通产业基地建设项
2016年7月20日随南北车合并，南昌北车轨道装备有限公司更名为江西中车长客轨道车辆有限公司，简称“江西中车长客公司”